# Zhenxiong
Der Kreis Zhenxiong (镇雄县,  Zhènxióng Xiàn) ist ein Kreis der bezirksfreien Stadt Zhaotong der chinesischen Provinz Yunnan an der Grenze zur Provinz Guizhou. Er hat eine Fläche von 3.697 km² 1.349.795 Einwohner (Stand: Zensus 2020). Ende 2015 zählte Zhenxiong eine registrierte Bevölkerung von 1.583.508 Einwohnern.

## Geographie
Zhenxiong liegt im Nordosten der Provinz Yunnan in einer Entfernung von 598 Kilometern von der Provinzhauptstadt Kunming und 265 Kilometern zur Bezirksregierung in Zhaotong. Der Kreis hat eine Nord-Süd-Ausdehnung von 54 Kilometern und eine West-Ost-Ausdehnung von 99 Kilometern.
Im Jahre 2015 fielen 919 Millimeter Niederschlag, der Kreis erhielt 1169 Sonnenstunden. Die Jahresdurchschnittstemperatur lag bei 12,9 °C.

## Bevölkerung
Mit Jahresende 2015 waren in Zhenxiong 1.583.508 Einwohner registriert. Die Geburtenrate betrug 11,3 ‰, die Sterberate lag bei 4,38 ‰. Etwa 710.000 Menschen zählten zur urbanen Bevölkerung, der Anteil der Stadtbevölkerung war gegenüber 2014 um fast 3 Prozentpunkte gewachsen.
Die Bevölkerungszählung des Jahres 2000 hatte eine Gesamtbevölkerung von 1.097.093 Personen in 270.750 Haushalten ergeben, davon 569.255 Männer und 527.838 Frauen.
Etwa 9,8 % der Bevölkerung gehören nationalen Minderheiten an. In Zhenxiong waren Ende 2015 96.060 Yi, 45.563 Miao, 6226 Bai sowie kleine Gruppen von 14 anderen Minderheiten registriert.

## Administrative Gliederung
Auf Gemeindeebene setzt sich der Kreis aus drei Straßenvierteln, zwanzig Großgemeinden und sieben Gemeinden (davon zwei Nationalitätengemeinden) zusammen. Diese sind:
- Straßenviertel Wufeng (乌峰街道), Nantai (南台街道), Jiufu (旧府街道)
- Großgemeinden Poji (泼机镇), Heishu (黑树镇), Muxiang (母享镇), Dawan (大湾镇), Yile (以勒镇), Chishuiyuan (赤水源镇), Mangbu (芒部镇), Yuhe (雨河镇), Luokan (罗坎镇), Niuchang (牛场镇), Wude (五德镇), Potou (坡头镇), Yigu (以古镇), Changba (场坝镇), Tangfang (塘房镇), Zhongtun (中屯镇), Muzhuo (木卓镇), Yanyuan (盐源镇), Wanchang (碗厂镇), Pingshang (坪上镇)
- Gemeinden Yutong (鱼洞乡), Hualang (花朗乡), Jianshan (尖山乡), Shanshu (杉树乡), Huashan (花山乡)
- Nationalitätengemeinde Guozhu (果珠彝族乡) der Yi, Nationalitätengemeinde Linkou (林口彝族苗族乡) der Yi und Miao[4]

Der Sitz der Kreisregierung befindet sich im Straßenviertel Wufeng. Auf der Dorfebene setzen sich obengenannte Verwaltungseinheiten aus 254 Dörfern zusammen.

## Wirtschaft
Im Jahre 2015 betrug das Bruttoinlandsprodukt von Zhenxiong 9,143 Milliarden Yuan und war damit gegenüber 2014 um 9,6 % angewachsen. Zum Bruttoinlandsprodukt trug die Landwirtschaft 1,37 Milliarden Yuan, die Forstwirtschaft 63 Millionen Yuan, die Viehzucht 2,43 Milliarden und die Industrie 1,37 Milliarden Yuan bei. Unter anderem wurden auf 142.000 Hektar Ackerland, auf denen eine 500.000 Tonnen Nahrungsmittel erzeugt wurden. Es wurden mehr als eine Million Schweine gehalten. Es werden Kohle, Kalkstein und Marmor abgebaut und zahlreiche Pflanzen für die traditionelle chinesische Medizin gezüchtet.